# Moritz Ellissen
Moritz Ellissen (* 6. Oktober 1806 in Frankfurt am Main; † 17. November 1876 in Paris) war ein deutscher Kaufmann und Politiker.
Ellissen, der jüdischen Glaubens war, lebte als Kaufmann in der Freien Stadt Frankfurt. Sein Bruder war Philipp Ellissen. Dort war er auch politisch aktiv und war 1852 Mitglied des Gesetzgebenden Körpers der Freien Stadt Frankfurt. Bereits vorher hatte er sich nach der Märzrevolution als Vorstand im "Verein von Abgeordneten des Handelsstandes" für den Freihandel eingesetzt. 1867 zog er nach Paris.